# Wielkie kąpiące się (obraz Auguste’a Renoira)
Wielkie kąpiące się (fr. Les Grandes Baigneuse) – obraz olejny autorstwa francuskiego malarza impresjonisty Auguste’a Renoira, namalowany w roku 1887.
Obraz inspirowany twórczością Jeana Auguste’a Dominique’a Ingres’a. Postacie narysowane są ostrą, precyzyjną kreską. W późniejszym okresie twórczości Renoir często wracał do tego tematu np. w Kąpiących się.